# عنکبوت خرمن تنومند
عنکبوت خرمن تنومند (نام علمی: Sclerobunus robustus) نام یک گونه از راسته عنکبوت‌های خرمن است.